# Acmaeodera adenostomae
Acmaeodera adenostomae  (лат.) — вид жуков-златок рода Acmaeodera из подсемейства Polycestinae (Acmaeoderini). Распространён в Новом Свете (США). Кормовым растением имаго являются 
Adenostoma fasciculatum (Cazier 1937b:137), у личинок — неизвестны. Вид был впервые описан в 1937 году американским энтомологом Монтом Казиером (Mont A. Cazier; Chairman of the Department of Insects and Spiders of the American Museum of Natural History, Нью-Йорк, США).